# Садовська Ольга Олександрівна (юрист)
Ольга Олександрівна Садовська (нар. 25 жовтня 1980, Горький, РРФСР, СРСР) — російський юрист, правозахисник, заступник керівника і керівник відділу міжнародно-правового захисту Команди проти тортур, російської правозахисної організації, що займається громадським розслідуванням справ про застосування тортур.
З 2004 року є співавтором альтернативних доповідей у Комітеті проти катувань ООН. З 2018 року є членом правління Всесвітньої організації проти тортур. З 2021 року є членом правління конференції міжнародних НКО Ради Європи. З 2022 року є членом Ради російських правозахисників.

## Біографія
У 2003 закінчила ННГУ ім. Лобачевського за спеціалізацією Міжнародне публічне право? захистивши першу в Росії дипломну роботу про заборону тортур і практиці ЄСПЛ з цього питання.
У 2004 закінчила Амстердамський університет і отримала диплом LLM (Master of Law) за спеціальністю Міжнародний захист прав людини.

## Правозахисна діяльність
У 2002 році Ольга Садовська стала волонтером у Комітеті проти тортур (зараз Команда проти тортур). C 2003 року почала працювати в організації юристом, проводила аналітичні дослідження про тортури в Росії, займалася веденням справ в ЄСПЛ і навчанням навичкам ведення справ в міжнародних органах.
З 2004 року Ольга Садовська є співавтором альтернативних доповідей в Комітеті проти тортур ООН про дотримання Конвенції проти тортур та інших жорстоких, нелюдських або принижуваних гідність видів поводження і покарання.
У 2009 році читала лекцію щодо проблем захисту прав людини в ННГ ім. Лобачевського.
У 2009 році Ольга Садовська брала участь у міжнародній конференції з прав людини Центру документування порушень прав людини HURIDOCS в Женеві, представивши інформацію про ситуацію із запобіганням тортур в Росії.
У 2016—2019 рр. була членом ОНК Нижегородської області.
У 2017 році брала участь у міжнародній конференції «Defending Dissent. Civil Society and Human Rights in the Global Crackdown», організованої Інститутом прав людини імені Роберта Л.Бернштейна при школі права Нью-Йоркського університету.
28 березня 2019 року брала участь у міжнародній конференції «злочини проти людської гідності: взаємодія міжнародних і національних засобів захисту», організованій в Москві Радою Європи, Федеральною палатою адвокатів РФ і Міжнародною комісією юристів. На цій конференції Ольга Садовська говорила про необхідність заборони тортур в національному законодавстві.
З 2021 по 2022 рік в рамках програми Стипендія Оука з прав людини (The Oak Human rights Fellowship) викладала в колбі коледжі (Уотервілл, США) два курси: «позбавлення волі і права людини» (Incarceration and Human Rights) і «Європейський суд як законодавець світових стандартів у галузі прав людини» (European Court as a Trendsetter for Global Human Rights Standards).
У 2023 році Ольга Садовська стала єдиним співавтором другого видання Стамбульського протоколу з Російської Федерації.
На жовтень 2023 Ольга Садовська була тренером інформаційно-документаційної системи з прав людини HURIDOCS, автором навчальних семінарів зі стандартів Європейського суду з прав людини для юристів, співробітників правоохоронних органів і прокуратури.

### Знакові справи в ЄСПЛ
З 2002 по 2015 рік Ольга та її колеги з КПП подали до Європейського суду з прав людини 84 скарги, зуміли домогтися обвинувальних вироків за тортури для понад ста співробітників поліції і компенсації для постраждалих на суму майже 46 мільйонів рублів (700 000 Доларів США). Крім цього організація займалася евакуацією постраждалих від тортур з Чечні.
У 2018 році дві справи, які вели юристи КПП, увійшли до збірки «прецеденти Європейського суду з прав людини: 20 найважливіших справ, що змінили російську правову систему»: це справа Міхєєва і справа Ляпіна.
Ольга Садовська особисто представляла інтереси понад 300 жертв тортур в Європейському суді.

#### Лапунов проти Росії
15 Березня 2017 року Максим Лапунов був затриманий поліцією в Грозному і доставлений у відділення, де зазнав тортур. У травні 2019 року Лапунов подав скаргу до ЄСПЛ, заявивши, що його справа була некоректно розслідувана російською владою. У ЄСПЛ його представляла Ольга Садовська. 12 вересня 2023 року ЄСПЛ визнав, що заявник був «затриманий і підданий агентами держави недозволеному поводженню», «досягав рівня тортур» і скоєному «виключно з мотивів його сексуальної орієнтації» присудив компенсацію моральної шкоди в розмірі 52 тисячі євро.

#### Тепсуркаєв проти Росії
6 вересня 2020 року в Геленджику був викрадений і підданий тортурам Салман Тепсуркаєв. Очевидці повідомляли, що викрадачі показували посвідчення співробітників МВС. У жовтні 2021 року Європейський суд з прав людини, розглянувши справу, дійшов висновку, що російська влада несе відповідальність за порушення ст.3 і 5 Конвенції про захист прав людини і основних свобод — «заборона тортур» і «право на свободу та особисту недоторканність», визнавши пана Тепсуркаєва жертвою викрадення і тортур і присудивши компенсацію дружині Тепсуркаєва, визнаної потерпілою.
«ЄСПЛ визнав, що Салман став жертвою викрадення і тортур з боку агентів держави, тобто чеченських силовиків. Він був незаконно позбавлений волі і підданий жорстокому і принижує гідність поводженню, що відображено на відео. Суд визнав, що держава не захистила Салмана» — Ольга Садовська.

#### Новосьолов проти Росії
27 квітня 2004 року нижегородець Олександр Новосьолов був викрадений співробітниками міліції і підданий тортурам з метою дачі свідчень у замаху на Олега Сорокіна, в той час — генерального директора ГК «столиця Нижній». Новосьолов звернувся із заявою про порушення кримінальної справи в прокуратуру, проте слідчий орган за результатами перевірки повідомлення про злочин в результаті відмовився порушувати кримінальну справу відносно міліціонерів. Прокуратура прийшла до висновку, що інцидент в лісі був оперативним експериментом, проведеним співробітниками ГУВС по Нижегородській області. У травні 2005 року Новосьолов звернувся до Комітету проти тортур. 24 грудня 2005 року юристи Комітету проти тортур в інтересах Олександра Новосьолова подали скаргу до ЄСПЛ, в 2008 році вона була прийнята до розгляду. 28 листопада 2013 року ЄСПЛ визнав, що Новосьолова катували представники держави, а розслідування цього факту прокуратурою було «поверхневим» і «формалістським». Європейський Суд зобов'язав Росію виплатити Новосьолову 27,5 тисяч євро.

#### Аношин проти Росії
У липні 2002 року Олександра Аношина доставили в медичний витверезник Радянського району Нижнього Новгорода, в якому він помер в той же день в результаті асфіксії. Було порушено кримінальну справу, так як з'ясувалося, що травми чоловік не міг отримати самостійно. У лютому 2004 року в Комітет проти тортур звернулася Олена Аношина, сестра загиблого. В результаті прокуратура порушила справу за частиною 4 статті 111 КК (заподіяння тяжкої шкоди здоров'я, що спричинило з необережності смерть потерпілого). Справа припинялася 13 разів. У 2005 році правозахисники подали скаргу в ЄСПЛ, і в справі з'явилися підозрювані — міліціонери Олексій Маслов, Євген Агєєв і Андрій Антонов. У 2008 році російський суд засудив Маслова до 14 років колонії суворого режиму за статтею 105 КК РФ (вбивство) і частини 3 статті 286 КК РФ (перевищення посадових повноважень із застосуванням насильства). Справу відносно Агєєва і Антонова, яких звинувачували за частиною 2 статті 293 КК РФ (недбалість, що спричинила з необережності смерть потерпілого), було припинено за закінченням термінів давності. 26 березня 2019 року ЄСПЛ присудив олені Аношиній компенсацію в розмірі 36,6 тисяч євро, встановивши, що Російська Федерація порушила право Олександра Аношина на життя, а розслідування його вбивства було проведено неефективно.

#### Дмитрієвський проти Росії
У середині 2000-х Дмитрієвський очолював організацію «Товариство російсько-чеченської дружби», яка відстежувала порушення прав людини на Північному Кавказі. Він також був головним редактором газети" Право-захист", яка поширювалася в основному в його рідному Нижньому Новгороді тиражем в 5 тис.примірників. У 2004 році газета опублікувала звернення лідерів чеченських сепаратистів Ахмеда Закаєва і Аслана Масхадова. У цих текстах вони звинувачували керівництво Росії в розв'язуванні війни і терору в Чечні. У січні 2005 року Нижегородська прокуратура порушила проти Дмитрівського кримінальну справу про заклики до екстремістських дій (ст.280 КК РФ), знайшовши в цих матеріалах заклики до насильницького повалення конституційного ладу. Надалі звинувачення перекваліфікували на розпалювання ненависті або ворожнечі (ст.282 КК РФ). У лютому 2006 року Радянський районний суд Нижнього Новгорода засудив Дмитрієвського до двох років умовно з випробувальним терміном в чотири роки. Того ж року Дмитрієвський звернувся до ЄСПЛ. Справу було розпочато після подачі скарги на порушення ст. 10 Європейської конвенції про свободу вираження поглядів, а також на порушення ст.6 і 13, де йдеться про справедливий суд та ефективні засоби правового захисту. 3 жовтня 2017 року ЄСПЛ постановив, що в публікаціях Дмитрієвського не було закликів до повалення ладу або розпалювання міжнаціональної ворожнечі, і присудив йому компенсацію в розмірі 13,6 тисяч євро. Вперше ЄСПЛ виніс рішення у кримінальній справі про екстремізм в Росії.

#### А. проти Росії
Справа була ініційована скаргою, поданою до Європейського суду з прав людини проти Російської Федерації відповідно до статті 34 Конвенції про захист прав людини і основних свобод громадянкою Російської Федерації А.14 квітня 2009 року. Голова Секції задовольнив клопотання заявниці про забезпечення анонімності. Спочатку заявницю представляла її мати, а потім Ольга Садовська. Заявниця стверджувала, що, влада РФ порушила її права, передбачені Конвенцією, здійснивши в 2008 році насильницьке затримання батька в її присутності (на той момент їй було 9 років). У 2019 році ЄСПЛ визнав дану скаргу прийнятною, постановивши, що у даній справі було допущено порушення статті 3 Конвенції в її матеріальному та процесуальному аспектах і присудив 25 тисяч євро як компенсацію моральної шкоди.

#### С. к. проти Росії
Справа була ініційована скаргою, поданою в 2012 році в ЄСПЛ проти Російської Федерації. Заявниця, на момент подій 20-річна майбутня мати, була примушена своїми батьками до переривання вагітності після того, як її партнер і майбутній батько дитини був заарештований за підозрою в скоєнні тяжкого злочину. Медичне втручання було проведено черговим лікарем державної лікарні. У 2022 році суд постановив, що держава-відповідач не виконала свого зобов'язання належним чином розслідувати подію і несе пряму відповідальність за те, що трапилося, а також присудив заявниці компенсацію 19,5 тисяч євро.

#### В. к. проти Росії
Заявник стверджував, що у віці 4 років зазнав жорстокого поводження з боку вихователів державного дитячого садка. Медичними експертами було встановлено причинно-наслідковий зв'язок між жорстоким поводженням у дитячому садку та нинішнім неврологічним розладом заявника. У 2017 році ЄСПЛ постановив, що мало місце порушення статті 3 Конвенції щодо її матеріальної частини у зв'язку з жорстоким поводженням із заявником з боку вихователів державного дитячого садка, а також постановив, що мало місце порушення статті 3 Конвенції щодо її процесуальної частини у зв'язку з тим, що влада не провела ефективного розслідування скарг заявника на жорстоке поводження. ЄСПЛ зобов'язав Росію виплатити 3 тисячі євро щодо матеріального збитку і 25 тисяч євро щодо нематеріального збитку.

#### Аль Тбахі проти Росії
Вісам Аль-Табахі був затриманий 26 жовтня 2018 року в Нижньому Новгороді і ізольований для подальшої депортації з Росії. Палестинець Вісам Аль-Тбахі в 2001 році став громадянином Росії і офіційно міняв документи в призначені терміни. У 2017 році через порушення при оформленні російського паспорта ФМС визнала документ недійсним і вилучила разом із закордонним паспортом. Суд анулював російське громадянство Аль-Тбахі. У повторному отриманні громадянства Аль-Тбахі відмовили і вирішили його депортувати на 30 років для «гарантування безпеки держави». Оскаржити ці рішення в судових інстанціях РФ Аль-Тбахі не вдалося. У 2019 році Аль-Тбахі був депортований з Росії. У даній історії юристи КПП побачили ряд грубих порушень відразу декількох статей Європейської конвенції, про що була направлена скарга в ЄСПЛ. У 2022 році ЄСПЛ постановив, що мало місце порушення статті 8 Конвенції і зобов'язало Росію виплатити Аль-Тбахі 7,5 тисяч євро щодо нематеріальної шкоди.

#### Аджигітова та інші проти Росії
4 червня 2005 року близько сотні невідомих військовослужбовців Міністерства оборони РФ, дислокованих в Чечні, скоїли напад на жителів Станиці Бороздіновская Шелковского району Чеченської Республіки. Пізніше влада Чеченської Республіки офіційно визнала, що в операції брали участь військовослужбовці батальйону «Схід» Міністерства оборони Росії. Батальйоном на той момент командував Герой Росії Сулім Ямадаєв. У 2007 році в ЄСПЛ від імені 96 жителів Бороздіновской була подана скарга, яку об'єднали з іншою заявою односельців. У результаті заявниками виступали 126 громадян РФ 1930—2014 років народження. Вони стверджували, що військові незаконно «обшукували їхні будинки, заарештували, жорстоко поводилися та вбивали місцевих жителів». Крім того, за версією позивачів, було підпалено чотири будинки та викрадено 11 чоловіків. Нарешті, позивачі говорили про дискримінацію, пов'язану з їх національною приналежністю (аварці), і заявляли, що влада РФ не провела ефективного розслідування події. 97 заявників представляли юристи КПП Ольга Садовська та Р.Раджабов. ЄСПЛ постановив, що були порушені наступні статті Європейської конвенції з прав людини: 2-я (про право на життя), 3-я (про заборону на застосування тортур, нелюдського або такого, що принижує гідність поводження), 8-я (про право на повагу приватного і сімейного життя), 13-я (про право на ефективний засіб правового захисту), 14-я (про заборону дискримінації), а також 1-я стаття Додаткового протоколу до Конвенції (про захист власності). Крім того, ЄСПЛ заявив про порушення владою РФ 38-ї статті (про порядок розгляду справи). Загальна сума компенсації постраждалим склала 1 мільйон 842 тисячі євро.

## Премії та нагороди

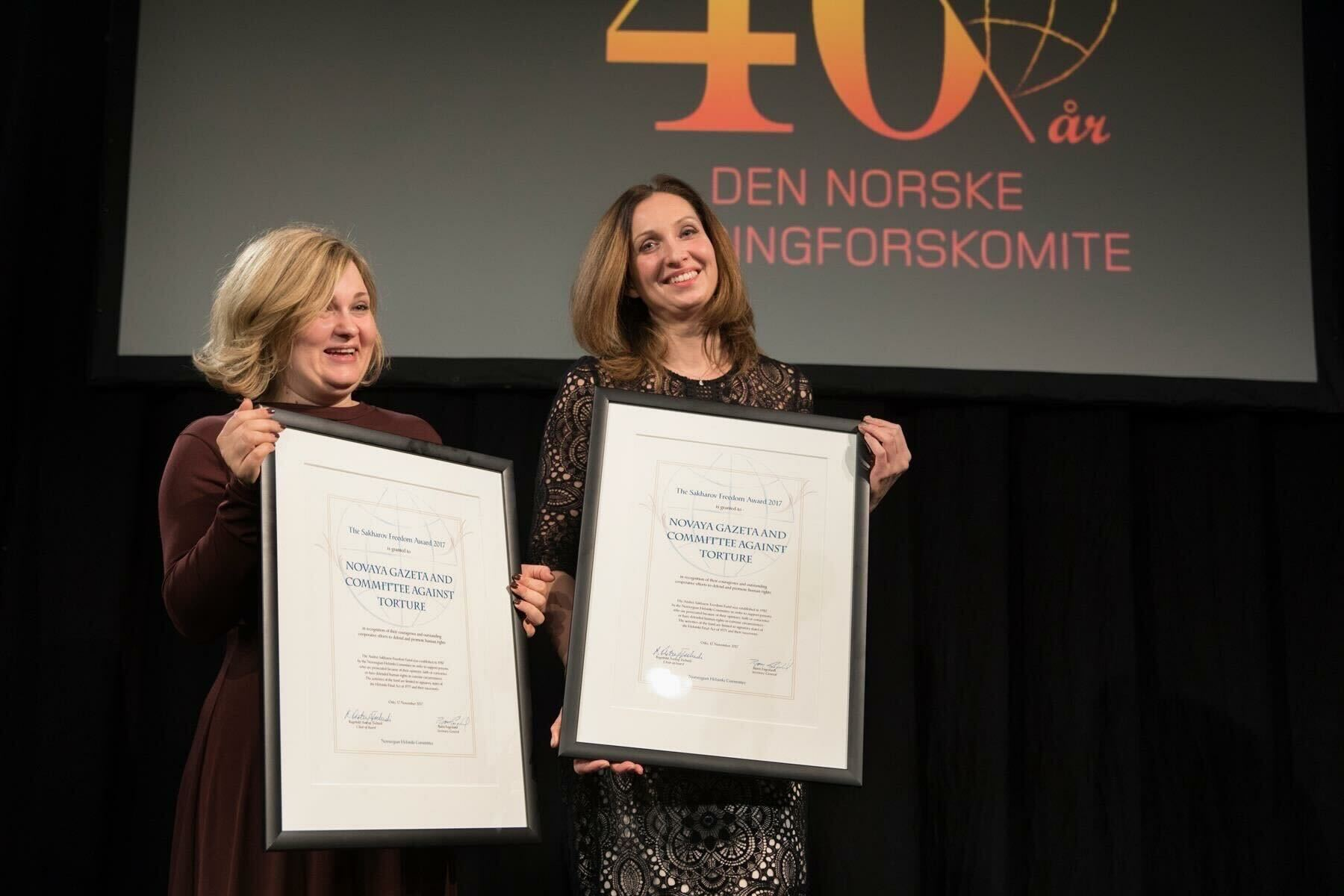
У 2017 році Ольга Садовська (праворуч) від імені Комітету проти тортур отримала премію свободи імені Андрія Сахарова.

У 2017 році Ольга Садовська від імені Комітету проти тортур отримала премію свободи імені Андрія Сахарова від Норвезького Гельсінського комітету за видатні зусилля по припиненню тортур в Росії.
У 2018 році Ольга Садовська, журналіст «Нової газети» Олена Милашина і засновниця Правозахисного центру «Меморіал» Світлана Ганнушкіна були висунуті на Нобелівську премію миру. Їх висунув парламентарій від Соціалістичної Лівої партії Норвегії Петтер Ейде. Була в списку і голова Московської гельсінської групи Людмила Алексєєва.
У 2023 році отримала премію Московської гельсінської групи За заслуги в захисті прав ув'язнених та інших вразливих груп.

## Тиск і погрози
6 червня 2011 року Ольга Садовська отримала повідомлення про те, що всі її кредитні картки заблоковані у зв'язку з підозрілим зняттям грошей. 8 червня Ольгу запросили в прокуратуру Нижегородського району для бесіди зі старшим помічником прокурора з приводу Громадянського форуму ЄС — Росія, членом Координаційної ради якого вона була. Цього ж дня невідомі скрутили з її автомобіля номери. Ці події Садовська оцінювала як" перегини на місцях «напередодні саміту» ЄС — Росія", який відкрився в Нижньому Новгороді 9 червня 2011 року. Паралельно офіційному саміту Координаційна рада Громадянського форуму «ЄС-Росія» планувала провести прес-конференцію, в якій мала плануватися участь Ольги Садовської. Захід було призначено на 9 червня в Нижегородському офісі агентства «Росбалт», але напередодні агентство відмовило в її проведенні.
21 червня 2011, перед поїздкою Ольги Садовської в Страсбург, всі прилеглі біля її будинку паркани були розмальовані текстами з образами і погрозами на адресу Садовської.
28 квітня 2023 року в Нижньому Новгороді співробітники поліції вранці провели обшуки у юристів правозахисної організації Команда проти тортур, в тому числі у Ольги Садовської. Обшуки були пов'язані з кримінальною справою, порушеною щодо заявника команди проти тортур.